# Movimiento del 11 de noviembre de 1955
El movimiento del 11 de noviembre de 1955 (o simplemente movimiento del 11 de noviembre) a veces llamado golpe de Estado en Brasil de 1955, el Golpe Preventivo, o denominado «antigolpe» o «contragolpe» fue una serie de acontecimientos militares y políticos liderados de Henrique Teixeira Lott que dio lugar a que Nereu Ramos asumiera la presidencia de Brasil hasta ser sucedido pacíficamente por Juscelino Kubitschek al año siguiente. El golpe incruento derrocó a Carlos Luz de la presidencia debido a que era sospechoso de conspirar para impedir que Kubitschek asumiera el cargo. Como resultado de las tensiones, Brasil tuvo tres presidentes en el lapso de una sola semana.

## Antecedentes

Henrique Teixeira Lott en 1955.

Las semillas del golpe comenzaron en agosto de 1954 cuando asociados del entonces presidente Getúlio Vargas intentaron asesinar al periodista opositor Carlos Lacerda. El Ejército Brasileño presionó al presidente para que dejara el cargo; en respuesta, el 24 de agosto de 1954, Vargas se suicidó. Estallaron disturbios en apoyo al ahora fallecido presidente y el vicepresidente Café Filho asumió la presidencia. El Ministro de Guerra Euclides Zenóbio da Costa (pt), que había sido parte del esfuerzo para destituir a Vargas, renunció, y para reemplazarlo, Café Filho nombró al relativamente desconocido y apolítico Henrique Teixeira Lott.
Las próximas elecciones presidenciales estaban previstas para el 3 de octubre de 1955 y Juscelino Kubitschek, gobernador de Minas Gerais, anunció su intención de presentarse. Los líderes militares, incluido Lott, habían estado esperando que se postulara un solo candidato de unidad nacional y escribieron un memorando secreto al Café Filho alentándolo a encontrar un candidato presidencial unificador. El memorando comenzó a filtrarse al público y Kubitschek lo tomó como una señal de que los militares se oponían a su candidatura. Incapaz de encontrar un candidato adecuado, el general Juarez Távora, el autor principal del memorando, finalmente decidió postularse contra Kubitschek, mientras que Café Filho prometió permanecer neutral.
A medida que avanzaba la campaña, se difundieron rumores de que Kubitschek contaba con el apoyo de los comunistas. De hecho, Luís Carlos Prestes, el líder prófugo de la justicia del prohibido Partido Comunista Brasileño, había estado alentando a sus miembros a votar por Kubitschek con la esperanza de que legalizara su partido prohibido. Kubitschek, sin embargo, dijo que no tenía intención de legalizar el partido comunista.
Los votos en las elecciones se dividieron en cuatro partes y ningún candidato obtuvo la mayoría. Kubitschek fue declarado vencedor, pero sus oponentes cuestionaron los resultados. Afirmaron que los candidatos necesitaban una mayoría de votos para ganar y que los votos por parte de comunistas conocidos por Kubitschek deberían descontarse. Sin embargo, el Tribunal Superior Eleitoral había dictaminado anteriormente que un candidato no necesita obtener la mayoría de votos para ganar las elecciones. Café Filho insistió en que ignoraría los llamados a deshacer los resultados de las elecciones.
El 1 de noviembre, el coronel Jurandir Bizarria Mamede (pt) pronunció un discurso público pidiendo que se anularan los resultados de las elecciones. Esto indignó a Lott, pero no tenía la autoridad directa para disciplinar al coronel. El 2 de noviembre, Café Filho, que años antes había sufrido un infarto, enfermó de problemas cardiovasculares. El 8 de noviembre, todavía enfermo, Café Filho transfirió el poder al presidente de la Cámara de Diputados, Carlos Luz. Luz había sido un crítico abierto de Kubitschek y se creía que podría impedir que Kubitschek asumiera el cargo. Lott exigió que Café Filho y, más tarde, Luz castigaran a Mamede y amenazó con dimitir. Los medios de comunicación magnificaron el conflicto entre los dos y dificultaron que ambas partes llegaran a un acuerdo. El 10 de noviembre Luz concluyó que no castigaría a Mamede y Lott renunció en protesta al día siguiente.

## El «golpe preventivo»

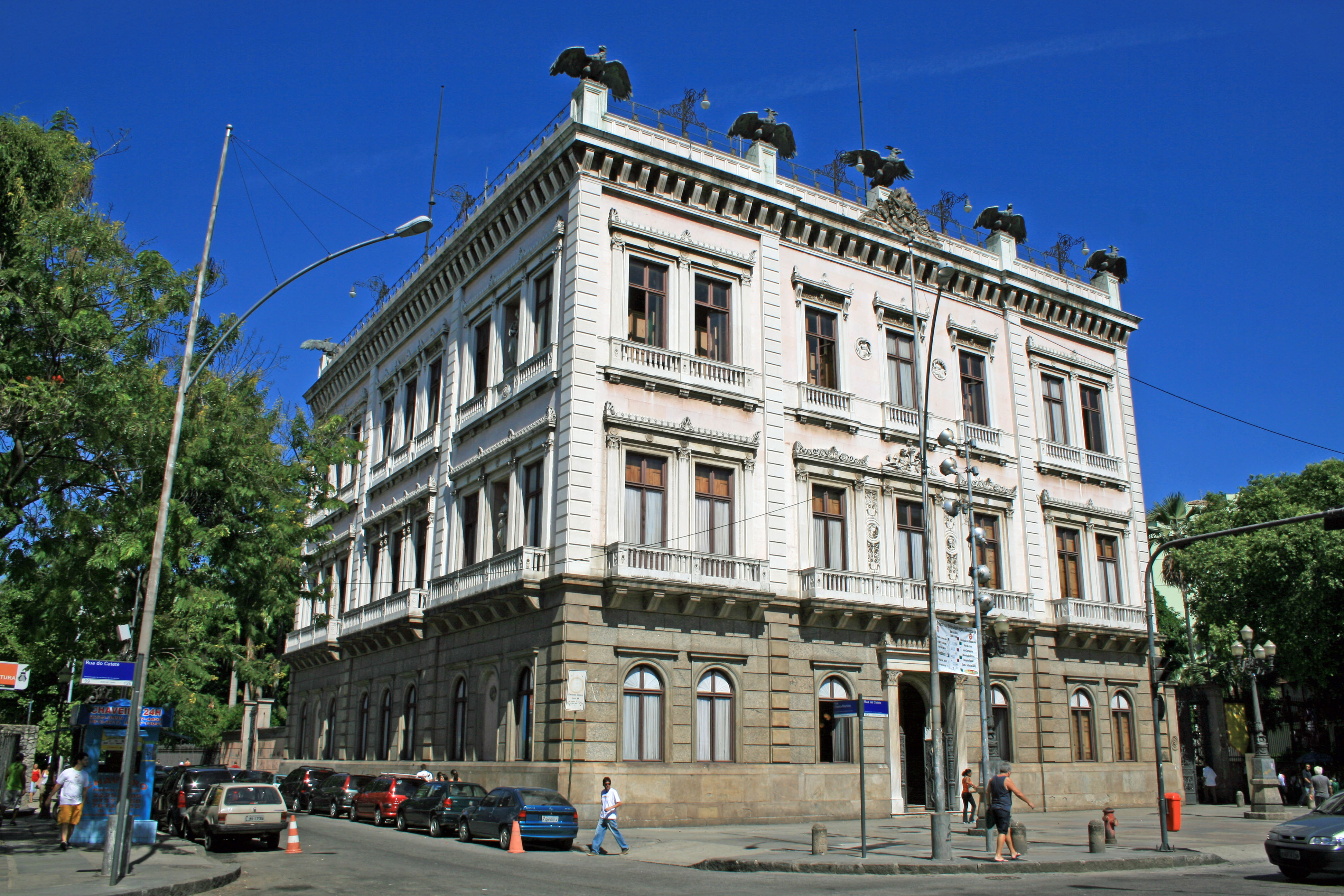
El Palacio de Catete era la sede del Gobierno Federal de Brasil en el momento del golpe.

En las últimas horas del 10 de noviembre, Lott se reunió con otros líderes del ejército del país, incluido el general Odylio Denys. Debatieron cómo responder a la destitución de Lott como ministro y decidieron que Denys lideraría el ejército para apoderarse de puntos clave del país. Unas horas más tarde, a primera hora del 11 de noviembre, Lott cambió de opinión y decidió que él lideraría el movimiento. Ordenó a las tropas tomar el control de los edificios policiales, las operaciones telegráficas y el Palacio de Catete.

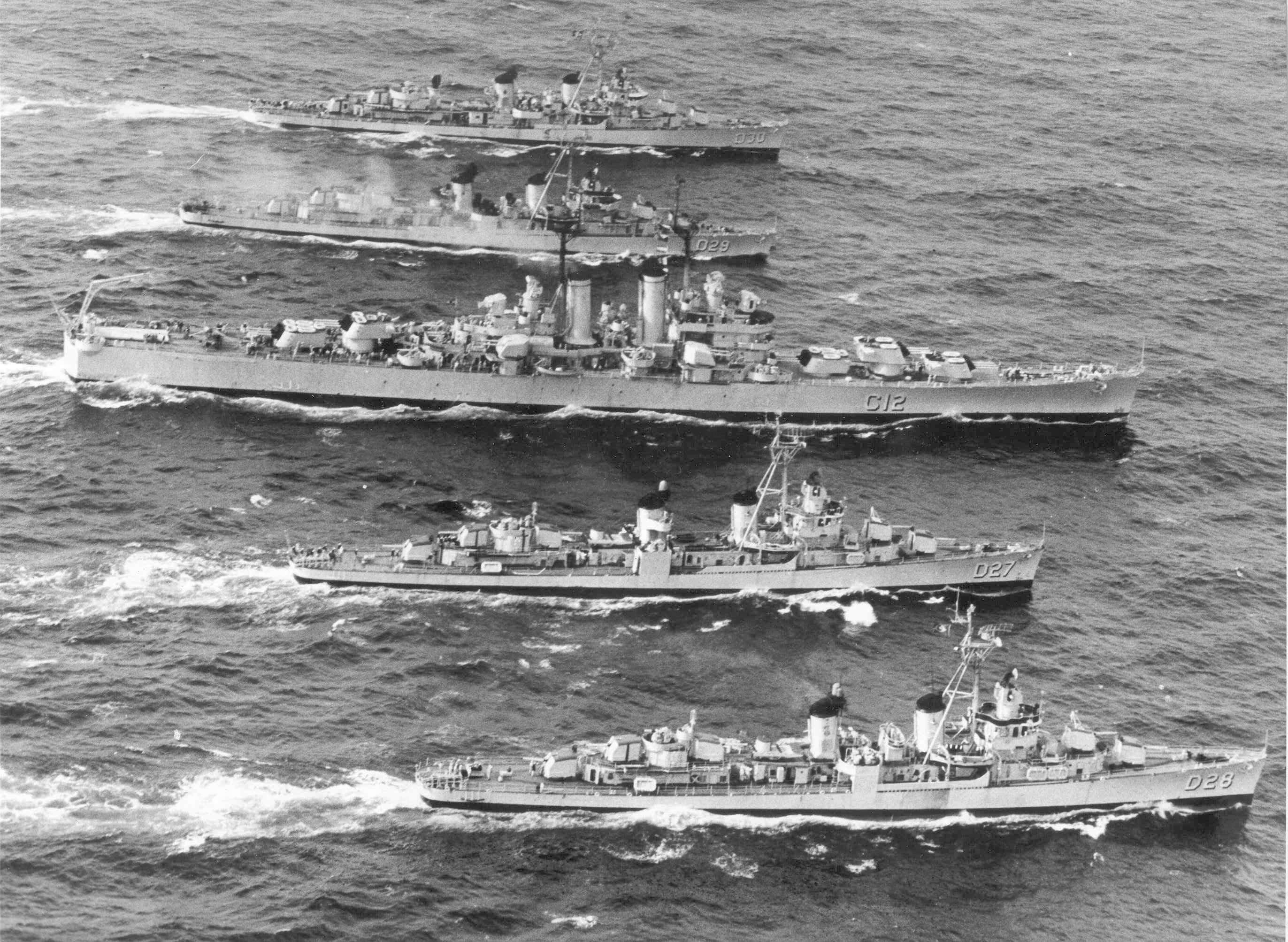
El Tamandaré, mostrado flanqueado por cuatro barcos más pequeños.

Al ver señales de un golpe de Estado inminente, Luz se dirigió al Ministerio de Marina, donde la Fuerza Aérea y la Armada de Brasil anunciaron que todavía apoyaban a Luz. Luego, Luz huyó al crucero Almirante Tamandaré, que zarpaba hacia la ciudad portuaria insular de Santos, São Paulo, donde Luz esperaba organizar la resistencia. Cuando el Tamandaré se movió para salir de la Bahía de Guanabara, un fuerte cercano indicó por bandera no le permitiría continuar. El crucero ignoró la advertencia y los fuertes cercanos abrieron fuego, pero ninguno de los disparos acertó. Carlos Luz ordenó al Tamandaré no devolver el fuego ante la posibilidad de víctimas civiles.
En la tarde del 11 de noviembre, la Cámara de Diputados y el Senado fueron convocados y votaron para nombrar al presidente del Senado, Nereu Ramos, como nuevo presidente.
En la mañana del 12 de noviembre, quedó claro que fuerzas amigas de Lott controlaban la ciudad de Santos y que no permitirían que el Tamandaré desembarcara. Derrotado, Luz ordenó al barco regresar a Río. A su llegada, Luz fue recibido por el ejército de Lott y se vio obligado a prometer que renunciaría a la presidencia antes de desembarcar. Luz llevaba apenas tres días como presidente. Mientras tanto, Café Filho seguía en el hospital. Se enteró del golpe y consideró dimitir, pero, tras conversaciones infructuosas con Lott, decidió esperar a escuchar la evaluación de sus médicos sobre su salud. El 21 de noviembre, los médicos de Café Filho declararon que estaba sano para regresar al trabajo y por eso Café Filho emitió un comunicado proclamándose presidente una vez más. Sin embargo, cuando regresó a la capital los militares se movilizaron una vez más. El ejército rodeó el apartamento de Café Filho y el palacio presidencial, colocándolo efectivamente bajo arresto domiciliario. Poco después, el Congreso volvió a reunirse y votó a favor de destituir a Café Filho de su cargo.
Después de la votación, Ramos pidió al Congreso que declarara un «estado de sitio» a nivel nacional, que fue aprobado y luego extendido hasta que Ramos dejó el cargo. Las peticiones que pedían la intervención del Supremo Tribunal Federal de Brasil fueron rechazadas porque el país se encontraba ahora en un «estado de sitio».

## Resolución
Ramos continuó ocupando la presidencia hasta el año siguiente, cuando Kubitschek asumió el cargo en enero de 1956. Los partidarios de la breve presidencia de Luz nunca fueron castigados seriamente, aunque Mamede fue arrestado brevemente y luego asignado a un remoto puesto de reclutamiento del ejército. Café Filho sostuvo que nunca había planeado impedir que Kubitschek asumiera el cargo.